# Bảo tàng Kazimierz Pulaski ở Warka
Bảo tàng Kazimierz Pulaski ở Warka (tiếng Ba Lan: Muzeum Kazimierza Pułaskiego w Warce) là một bảo tàng tọa lạc tại số 24 phố Pulaski, Warka, Ba Lan. Bảo tàng là một đơn vị tổ chức của huyện Grójecki.

## Lịch sử
Bảo tàng Kazimierz Pulaski ở Warka được thành lập vào ngày 18 tháng 1 năm 1961. Bảo tàng bố trí triển lãm bên trong trang viên ở Winiary. Trang viên này được xây dựng vào khoảng năm 1689, dựa trên bản thiết kế của kiến trúc sư Augustyn Locci. Sau nhiều lần sửa đổi trong nửa cuối thế kỷ 19 và nửa đầu thế kỷ 20, tòa cung điện mất đi những nét đặc trưng của phong cách kiến trúc Baroque.
Vào năm 1946, khu phức hợp bao gồm trang viên và công viên trở thành tài sản của Kho bạc Nhà nước. Trong thập niên 1950, nhờ nỗ lực của Hiệp hội du lịch và tham quan Ba Lan (PTTK), một bảo tàng khu vực đã được thành lập tại trang viên này. Công cuộc tu sửa để tòa nhà trở nên phù hợp với chức năng bảo tàng kéo dài từ năm 1962 đến năm 1966.
Vào ngày 13 tháng 10 năm 1979, nhân kỷ niệm 200 năm ngày mất của Tướng Kazimierz Pułaski, một tượng đài ông đã được khánh thành trong công viên bên cạnh bảo tàng, bức tượng này là tác phẩm của nhà điêu khắc Kazimierz Danilewicz.

## Giờ mở cửa
Bảo tàng hoạt động quanh năm, mở cửa tất cả các ngày trong tuần trừ thứ Hai. Khách tham quan phải trả phí vào cửa, riêng thứ Năm được vào cửa miễn phí.